# 1958 في اليابان
فيما يلي قوائم الأحداث التي وقعت خلال عام 1958 في اليابان.

## أحداث
- 1 يناير – دورة الألعاب الآسيوية 1958

## برامج ومسلسلات وأنمي
- رعد العملاق

## مواليد

### يناير
- 1 يناير – ماسايوشي أوكادا
- 1 يناير – ماسايوكي أوشياي مخرج أفلام ياباني.
- 20 يناير – ماسو أمادا

### فبراير
- 1 فبراير – ريو هوريكاوا
- 4 فبراير – كازواكي ناجاساوا لاعب كرة قدم ياباني.
- 4 فبراير – كيغو هيغاشينو
- 11 فبراير – هيروشي يوشيدا لاعب كرة قدم ياباني.
- 16 فبراير – نوبوتوشي كانيدا لاعب كرة قدم ياباني.
- 26 فبراير – هيديهارو موري

### مارس
- 7 مارس – ألان هيل عالم فلك من الولايات المتحدة الأمريكية.
- 8 مارس – سويتشي شيجنو مانغاكا ياباني.
- 10 مارس – هيروشي ياناكا
- 14 مارس – نوبوهيرو إشيزاكي لاعب كرة قدم ياباني.
- 19 مارس – كازوهيرو ناكاتا مؤدّي صوت ياباني.
- 29 مارس – تسوتومو سونوبي لاعب كرة قدم ياباني.

### أبريل
- 4 أبريل – ماساكوني ياماموتو لاعبو كرة قدم يابانيون.
- 5 أبريل – ريوتشي كاواكاتسو لاعب كرة قدم ياباني.
- 21 أبريل – يوشيتو أوسوي

### يونيو
- 1 يونيو – هيروشي موري عالم فلك ياباني.
- 10 يونيو – يو سوزوكي
- 13 يونيو – ياسويوكي كيشينو لاعب كرة قدم ياباني.
- 24 يونيو – يوكو شيويا ممثل ياباني.

### يوليو
- 1 يوليو – توشيو اوكادا منتج ياباني.
- 7 يوليو – كازوتوشي موري
- 19 يوليو – كازوشي كيمورا لاعب كرة قدم ياباني.
- 19 يوليو – يوجي نومي ملحن ياباني.
- 30 يوليو – شيقيكازو ناكامورا لاعب كرة قدم ياباني.

### أغسطس
- 2 أغسطس – شو هايامي
- 8 أغسطس – أكيهيرو نيشيمورا لاعب كرة قدم ياباني.

### سبتمبر
- 4 سبتمبر – ساتوشي تيزوكا لاعب كرة قدم ياباني.
- 8 سبتمبر – ميتسورو مياموتو
- 12 سبتمبر – هيكارو هنادا

### أكتوبر
- 1 أكتوبر – ماساتو ناكامورا موسيقي ياباني.
- 19 أكتوبر – هيرومي هارا لاعب كرة قدم ياباني.
- 30 أكتوبر – ميتسوهيسا إشيكاوا

### نوفمبر
- 27 نوفمبر – تتسيا كومورو موسيقي ياباني.
- 30 نوفمبر – شينيا فوكوماتسو

### ديسمبر
- 1 ديسمبر – هيساو كوراماتا لاعب كرة قدم ياباني.
- 15 ديسمبر – هيروأكي ساكوراي مخرج أفلام ياباني.
- 22 ديسمبر – ماساكي كاتو لاعب كرة قدم ياباني.

## وفيات

### مارس
- 9 مارس – يجورو يامادا (مواليد 1894) لاعب كرة قدم ياباني.

### نوفمبر
- 17 نوفمبر – يوتاكا تانياما (مواليد 1927) رياضياتي ياباني.